# 병풀아과
병풀아과(甁-亞科, 학명: Mackinlayoideae 마킨라이오이데아이[*])는 미나리과의 아과이다. 속씨식물 아과의 하나로 6개 속에 67종을 포함하고 있다. APG II 분류 체계는 이 아과를 하나의 독립된 과인 병풀과(Mackinlayaceae)로 취급했지만, 현재는 미나리과에 속하는 아과로 강등되었다.

## 하위 분류
- 병풀속(Centella L.)
- Actinotus Labill.
- Apiopetalum Baill.
- Brachyscias J.M.Hart & Henwood
- Chlaenosciadium C.Norman
- Homalosciadium Domin
- Mackinlaya F.Muell.
- Micropleura Lag.
- Pentapeltis Bunge
- Platysace Bunge
- Xanthosia Rudge